# Кшиштоф Арцішевський
Кшиштоф Арцішевський (пол. Krzysztof Arciszewski, 9 грудня 1592 Рогалін (Познанський повіт) — 7 квітня 1656 під Гданськом) — польський шляхтич гербу Правдич, голландський генерал та адмірал Голландської Бразилії, генерал коронної артилерії Річі Посполитої 1646—1650. Представник роду Арцішевських.

## Життєпис
Син Еліяша Арцішевського — одного з найвідоміших прихильників Фаусто Соцціні, співвласника Сьміґла, та його дружини Гелени Закшевської.
У 1604 р. був відданий до аріянської школи (містечко Свігла), яку закінчив 1610 року. У 1616—1617 рр. навчався в Університеті Франкфурта на Одері.
У 1619 р. переходить на службу до Христофора Радзивіла. Був засуджений до ганьби і посилання, і вигнаний з країни. Учасник війни у Лівонії (1621-1622).
З 1623 в Голландії; генерал та адмірал, віце-губернатор Голландської Бразилії. У 1629 брав участь в здобутті фортеці гугенотів Ла-Рошель військами кардинала Рішельє.
Після конфлікту з голландським губернатором Бразилії Яном Маурісіо Нассау, у 1646 повернувся до Польщі. Уславився як організатор польської артилерії; учасник воєнних дій періоду Хмельниччини 1648-1649 рр.: оборона Львова, Збараж (командувач артилерією, був противником походу до міста, радив королю дати бій біля Замостя), Пилявці, Зборів (за його керівництва налагодили греблі, спорудили 2 мости, зайняли вигідну оборонну позицію). Брав участь в розбудові Барського замку.
Через те, що його думку не почули та погіршення здоров'я подав у відставку, його рахунки прийняла сеймова комісія 3 січня 1650, король затвердив рішення 4 січня. 9 січня передав посаду та канцелярію генералу Зиґмунту Пшиємському.
Його брат — Еліяш Арцишевський — також військовик та інженер, збудував міст через Дніпро.
Був похований у зборі чеських братів у Лешно, його прах згорів разом зі збором під час міської пожежі 28 квітня 1656, яку організував партизанський загін Ґжимултовського.